# Peter Simpson
Peter Simpson (Gorleston, 13 gennaio 1945) è un ex calciatore inglese, di ruolo difensore.

## Carriera
Nel 1967 si trasferisce in Nordamerica per giocare con i canadesi del Toronto Falcons nella NPSL 1967, con cui ottiene il quarto posto nella Western Division.
Nel 1968 ritorna in America in prestito agli statunitensi del Boston Beacons, con cui disputa la prima edizione della North American Soccer League. Gulin con i Beacons chiuse la stagione al quinto ed ultimo posto della Atlantic Division.

## Palmarès

### Club

#### Competizioni nazionali
- Campionato inglese: 1

Arsenal: 1970-1971
- Coppa d'Inghilterra: 1

Arsenal: 1970-1971

#### Competizioni internazionali
- Coppa delle Fiere: 1

Arsenal: 1969-1970